# دفترخانه شماره ۱۳
دفترخانه شماره ۱۳ یک مجموعه تلویزیونی محصول سال ۱۳۸۸ به کارگردانی سیدوحید حسینی، نویسندگی راضیه برومند، گیتی مرتضوی، سیدوحید حسینی، شکوفه آروین، سیما تاجدینی، زینب زارع و مهدی شاه پیری و تهیه‌کنندگی حسن علیرضای لواسانی و سیدوحید حسینی می‌باشد که از شبکه یک پخش شد.
اتفاقات این مجموعه در یک دفترخانه ازدواج و طلاق که لوکیشن آن در اطراف صادقیه قرار دارد به وقوع می‌پیوندد.

## بازیگران
- محمد عمرانی
- ابوالفضل همراه
- رضا بهبودی
- فرید قبادی
- فریبا خادمی
- ثریا قاسمی
- داریوش اسدزاده
- شمسی فضل‌الهی (بازیگر مهمان)
- محبوبه بیات (بازیگر مهمان)
- میرطاهر مظلومی
- نفیسه روشن
- کمند امیرسلیمانی
- سیما تیرانداز
- شراره رخام
- حسین رفیعی
- حسین خانی‌بیک
- مهوش افشارپناه
- اکبر رحمتی (بازیگر مهمان)
- عباس محبوب (بازیگر مهمان)
- فاطمه طاهری (بازیگر مهمان)
- چکامه چمن‌ماه
- محسن افشانی (بازیگر مهمان)
- ستاره پسیانی
- آرش میراحمدی
- روح‌الله کمانی
- مینا نوروزی
- فریده دریامج
- مهدی صباغی
- حشمت آرمیده
- شیرین بینا
- اسماعیل سلطانیان
- شراره درشتی
- عزت‌الله مهرآوران
- زهرا سعیدی
- علی ضیا (بازیگر مهمان)
- شهرزاد جواهری
- اشکان صادقی
- رضا آحادی
- مختار سائقی
- زهره صفوی
- زهرا داودنژاد
- فرهاد بشارتی
- امیر غفارمنش
- پوراندخت مهیمن
- شیوا بلوریان
- بهرام ابراهیمی
- محسن قاضی‌مرادی
- آتش تقی‌پور
- حسین پرستار
- عطیه غبیشاوی
- فریبا متخصص
- شراره دولت‌آبادی
- مریم خدارحمی
- وحید شیخ‌زاده